# 12 Pułk KBW Ziemi Szczecińskiej
12 Pułk KBW Ziemi Szczecińskiej – jeden z oddziałów w strukturze organizacyjnej Korpusu Bezpieczeństwa Wewnętrznego.
Jednostka stacjonowała w Szczecinie u zbiegu al. Piastów i ul. Sowińskiego.

## Formowanie i zmiany organizacyjne
W czerwcu 1945 na bazie 11 pułku piechoty 4 DP w Stargardzie sformowano 13 specjalny pułk bezpieczeństwa (krótko potem przeniesiony do Szczecina). Jesienią 1945 rozformowano pułk, a na jego bazie powstały: batalion operacyjny, batalion ochrony, kompania konwojowa i pluton łączności bezpośrednio podległy dowództwu Wojsk Bezpieczeństwa Wewnętrznego województwa pomorskiego. W 1948 odtworzono pułk KBW nadając mu numer 12. W takiej formie pułk przetrwał do 1961. Po podporządkowaniu jednostek KBW ministrowi ON pułk przemianowano na 12 pułk Wojsk Obrony Wewnętrznej. W 1968 całkowicie rozformowano jednostkę. Na jego bazie i 12 batalionu pontonowo-mostowego Wojsk Obrony Wewnętrznej został sformowany 12 pułk pontonowy Wojsk Obrony Wewnętrznej. Jego zadaniem było organizowanie przepraw na dolnej Odrze.

## Dowódcy pułku
- mjr J.Dragin
- ppłk S. Rzeżycki
- pplk dypl S. Kiślicki[5]
- płk dypl. Tadeusz Sroczyński

## Przekształcenia
11 Pułk Piechoty → 13 Specjalny Pułk Bezpieczeństwa → [...] → 12 Pułk KBW Ziemi Szczecińskiej → 12 pułk Wojsk Obrony Wewnętrznej → 1968 rozformowany